# 애버딘 (2014년 영화)
애버딘(香港仔, Aberdeen)은 홍콩에서 제작된 펑하오샹 감독의 2014년 가족, 드라마 영화이다. 고천락 등이 주연으로 출연하였다.

## 출연

### 주연
- 고천락
- 증지위
- 양영기
- 양천화
- 두문택
- 여문락

### 조연
- 오맹달
- 채결